# Сокровища президента Парагвая
«Сокровища президента Парагвая» (итал. Il tesoro del presidente del Paraguay) — приключенческий роман итальянского писателя Эмилио Сальгари, написанный в 1894 году. Роман публиковался частями с 7 января по 15 июля 1894 в туринском «Il novelliere illustrato». Входит в малый цикл «Два моряка», повествуя о приключениях двух вымышленных парагвайских моряков — боцмана Диего и его напарника Кардозо.

## Сюжет
Действие романа происходит в 1869 году. Крейсер «Пилькомайо» Парагвайского флота пытается доставить оружие и боеприпасы парагвайским войскам, сражающимся в Войне тройного альянса против армий Аргентины, Бразилии и Уругвая. Крейсер перевозит также «Сокровища президента Парагвая» Франсиско Солано Лопеса — шкатулку с алмазами, от продажи которых будет осуществлено финансирование армии Парагвая. Войдя в залив Рио-де-ла-Плата «Пилькомайо» оказался в окружении неприятельского флота. Капитан корабля поручает морякам Диего и Кардозо доставить шкатулку парагвайскому президенту. Моряки и представитель парагвайского правительства сеньор Кальдерон, который желает удостовериться в доставке алмазов, покидают корабль на воздушном шаре. Капитан взрывает корабль, чтобы предотвратить захват неприятелем оружия и боеприпасов. Ветер уносит воздушный шар в Патагонию Аргентины, откуда путники пытаются добраться до нейтральной страны Чили. Во время путешествия парагвайцы подвергаются различным опасностям, в том числе нападениям со стороны коренных племён пампы и патагонцев, а также предательству из числа своих.

## Создание
Для написания этого романа Сальгари много времени провёл в библиотеке. Нет сведений, что писатель бывал в Парагвае, хотя в романе изобилует живое описание флоры и фауны, населения этой страны. Также описан военный конфликт тройственного альянса. Встречаются в романе географические и исторические ошибки, например, участие Элизы Линч в противостоянии амазонских батальонов вражеским войскам.
Образ Парагвая и президента Франсиско Солано Лопеса представлены в романе положительно, что необычно для тогдашней Европы, мало знавшей о Парагвае и получавшей информацию о войне из источников победителей в конфликте.
Название романа продиктовано существовавшей легендой о якобы спрятанных сокровищах президента Солано Лопеса где-то в районе Асунсьона или Пирибебуйя.
Новые приключения Диего и Кардозо уже в Австралии описаны в романе Сальгари 1894 года «Страна чудес».

## Публикации на русском языке
Роман публиковался в журнале «Мир приключений» в 1910 году. Также из печати вышли ряд переводов:
- Эмилио Сальгари. Сокровища президента Парагвая (повесть) / Переводчик не указан. — Смертельные враги. — М.: Бук Чембер Интернешнл, 1992. — С. 201-252. — 384 с. — (Романы приключений). — 100 000 экз. — ISBN 5-85020-111-4.
- Эмилио Сальгари. Сокровища президента Парагвая (роман) / Переводчик не указан. — Собрание сочинений в пяти томах. — М.: Терра, 1992. — Т. 3. — С. 213-266. — 576 с. — ISBN 5-85255-185-6.
- Эмилио Сальгари. Сокровище президента Парагвая (роман) / Переводчики не указаны. — В дебрях Борнео. Талисман. Сокровище президента Парагвая. Священный меч Будды. Чудеса XXI века. — Харьков: Прапор, 1994. — С. 183-226. — 480 с. — ISBN 5-7766-0621-7.